# Шеметєв Олександр Васильович
Олександр Васильович Шеметєв (нар. 13 жовтня 1971, Сімферополь, УРСР) — радянський та український футболіст та тренер, виступав на позиції нападника.

## Кар'єра гравця
Футбольну кар'єру розпочав у 1989 році в футболці сімферопольської «Таврії», яка виступала в Другій лізі. Потім перейшов до київського СКА, разом з яким став учасником першого розіграшу Першої ліги чемпіонату України. Першу частину сезону 1992/93 років провів у першоліговому армянському «Титані» та вищоліговій сімферопольській «Таврії», проте в жодному з цих клубів не був основним гравцем. У складі цих клубів зіграв по 1 поєдинку в кубку України. Другу частину сезону 1992/93 років відіграв у сакському «Фрунзенці», який виступав у Третій лізі чемпіонату України. У 16-и матчах чемпіонату відзначився 13-а голами, завдяки чому отримав можливість повернутися до «Таврії». Проте в складі сімферопольців провів один сезон, в ході якого в 16-и матчах відзначився 3-а голами, а під час зимової паузи залишив розташування «таврійців» і повернувся до сакського колективу, який тепер виступав під назвою «Динамо». Проте в динамівській команді надовго не затримався.
На початку 1995 року виїхав до Польщі, де підписав контракт з третьоліговим ГКС (Тихи). У зв'язку зі злиттям з клубом «Сокол» (Пнєви) напередодні початку сезону 1995/96 років ГКС отримав путівку до I ліги, де виступав під назвою «Сокол» (Тихи). У польській Екстраклясі дебютував 30 липня в програному (0:5) поєдинку проти Відзева (Лодзь), після чого зіграв ще 3 матчі у вищому дивізіоні польського чемпіонату.
Після цього продовжив виступи в друголіговому клубі «Шомберки» (Битом). В історії цього колективу залишився як автор «дубля» у воротах найпринциповішого суперника «Шомберок», хожувського «Руху» (2:0). У 1998 році перейшов до «Грюнвальда» (Руда-Шльонська), а через два роки — до МКС (Мишкув). У 2001 році повернувся до України, де зіграв 1 матч в аматорському чемпіонаті України за команду «Даніка-СЕЛМА» (Сімферополь), але вже незабаром став гравцем друголігового ФК «Черкаси» (3 матчі), але й футболці городян виступав нетривалий період часу. У 2002 році знову виїхав до Польщі, де протягом сезону захищав кольори нижчолігового клубу «Сталь-Тлоки». Потім повернувся до України.
У 2006 році підписав контракт з клубом «Фенікс-Іллічовець», але за першу команду калінінського клубу не зіграв жодного офіційного поєдинку. Натомість виступав за другу команду «Фенікса» у чемпіонаті Криму. По завершенні сезону закінчив кар'єру професіонального футболіста. У 2007 році виступав у сімферопольські «Даніці». З 2009 по 2013 рік виступав у клубах КСХІ (Сімферополь/Аграрне), КСХІ-2 (Сімферополь) та ІТВ (Сімферополь).
Матчі у вищих дивізіонах національних чемпіонатів
| Клуб                   | Країна  | Змагання  | Період виступів | Матчі | Голи |
| ---------------------- | ------- | --------- | --------------- | ----- | ---- |
| «Таврія» (С)імферополь | Україна | Вища ліга | 1993-1994       | 16    | 3    |
| «Сокол» (Тихи)         | Польща  | I ліга    | 1995            | 4     | 0    |

## Кар'єра тренера
Кар'єру тренера розпочав ще будучи футболістом. У 2009 році очолював красноперекопський «Хімік». З 2009 по 2010 рік був головним тренером сімферопольського ІТВ. Після окупації Криму залишився на території півострова. Пішов на співпрацю з окупантами та місцевими колаборантами, з серпня 2015 року працює тренером у т.зв. ДЮСШ міста Євпаторія.